# Staré Město (ort i Tjeckien, lat 50,00, long 17,43)
Staré Město är en ort i Tjeckien. Den ligger i den östra delen av landet, 220 km öster om huvudstaden Prag. Staré Město ligger 562 meter över havet och antalet invånare är 696.
Terrängen runt Staré Město är kuperad norrut, men söderut är den platt.Runt Staré Město är det ganska glesbefolkat, med 35 invånare per kvadratkilometer. Närmaste större samhälle är Bruntál, 2,9 km sydost om Staré Město. Omgivningarna runt Staré Město är en mosaik av jordbruksmark och naturlig växtlighet.